# 하산 마흐숨
하산 마흐숨(Hasan Mahsum, 1964년 중화인민공화국 신장 위구르 자치구 카슈가르 지구 수러현 ~ 2003년 10월 2일 파키스탄 와지리스탄 남부 지방)은 중화인민공화국의 이슬람주의자이다.
신장 위구르 자치구 출신의 위구르족으로서 1997년부터 2003년 10월 2일까지 이슬람주의 무장 조직인 튀르키스탄 이슬람당(동튀르키스탄 이슬람 운동)의 지도자를 역임했다. 2003년 10월 2일 파키스탄군의 대테러 작전 수행 과정에서 사살되었다.